# 사륜차

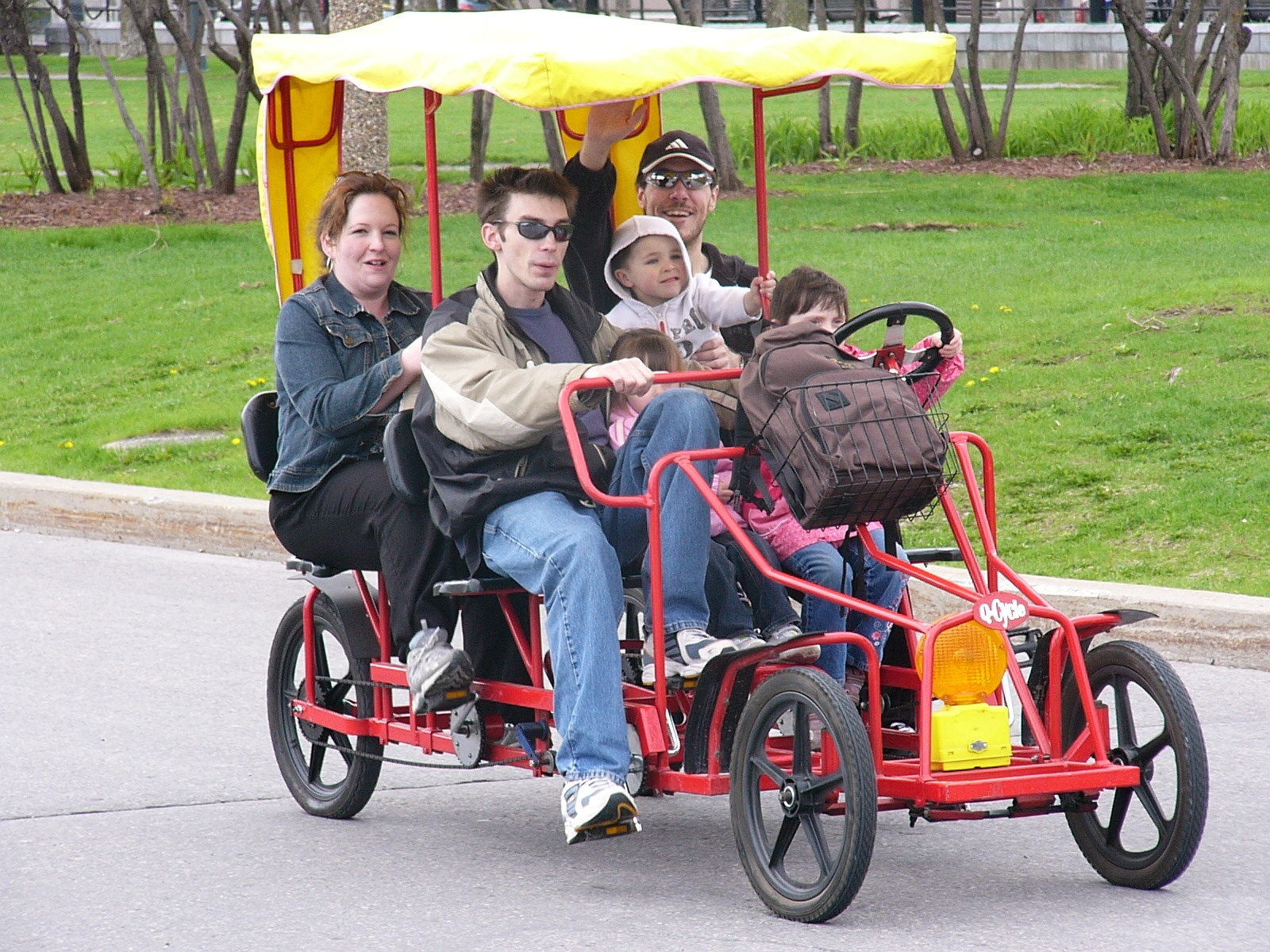

사륜차(quadracycle) 또는 사륜자동차는 바퀴가 네 개 달린, 인간의 힘으로 구동되는 육지 운송수단이다.
사륜차는 1853년부터 사용되고 있으며 관광용 임대, 페달 택시(자전거 택시), 개인 투어, 산악 및 산업용 등 다양한 목적을 위해 여러 차량 시리즈로 성장했다.